# 非命 (印度哲學)
在印度教及耆那教中，非命（Ajiva）是指沒有生命或靈魂的物質，與命我（Jiva）是相反的概念。因為非命沒有生命，因此它不會死亡，也不會累積業（karma）。一般的物品，如椅子，桌子，都被歸類為非命。

## 耆那教
在耆那教中，將所有的非命，分類為五個範疇，法（Dharma，運動的原理）、非法（Adharma，停止的原理）、阿迦奢（Akasha，空間）、補特伽羅（Pudgala，物質）、卡拉（Kala，時間）。